# Romet 717 2S
Romet 717 2S – skuter napędzany silnikiem dwusuwowym. Sprzedawany w Polsce od 2007 lub 2008 pod marką Romet.

## Konstrukcja
Skuter Romet 717 2S jest wykonywany w kolorze czerwono-białym i grafitowo-czarnym. Ma aerodynamiczną karoserię, sportowo zestrojone zawieszenie, przedni hamulec tarczowy jest wyposażony w układ ABS. W tylnych światłach stosowane są diody LED. Stosowane są również aluminiowe felgi i szerokie opony. Od bliźniaczego modelu Romet 717 różni się pojedynczymi amortyzatorami. Zastosowano również inny silnik. Jest on dwusuwowy. Ma zbliżoną pojemność i moc maksymalną.

## Dane techniczne
- Wymiary: 1860 mm x 680 mm x 1030 mm,
- Silnik dwusuwowy: jednocylindrowy, chłodzony powietrzem,
- Pojemność: 49,2 cm³,
- Moc maksymalna: 2,3 kW (3,1 KM) przy 6500 obr./min.,
- Rozruch: elektryczny, nożny,
- Zapłon: elektroniczny CDI,
- Przeniesienie napędu: automatyczne, bezstopniowe,
- Prędkość maksymalna: 45 km/h,
- Pojemność zbiornika paliwa: 6 l,
- Hamulec przód/tył: tarczowy z ABS/tarczowy,
- Opony przód/tył: 120/70-12 130/70-12,
- Masa pojazdu gotowego do jazdy: 94 kg,
- Dopuszczalna ładowność: 150 kg,
- Amortyzator przód/tył: pojedynczy,
- Wyposażenie dodatkowe: zegary LCD.